# Friedrich Wilhelm Giebel
Friedrich Wilhelm Giebel, genannt Fritz Giebel (* 11. Mai 1909 in Lohme; † 24. Januar 1988 in Bremen) war ein deutscher Journalist, Verleger und Herausgeber der Zeitschriften Unser Mecklenburg und Unsere Altmark.

## Biografie

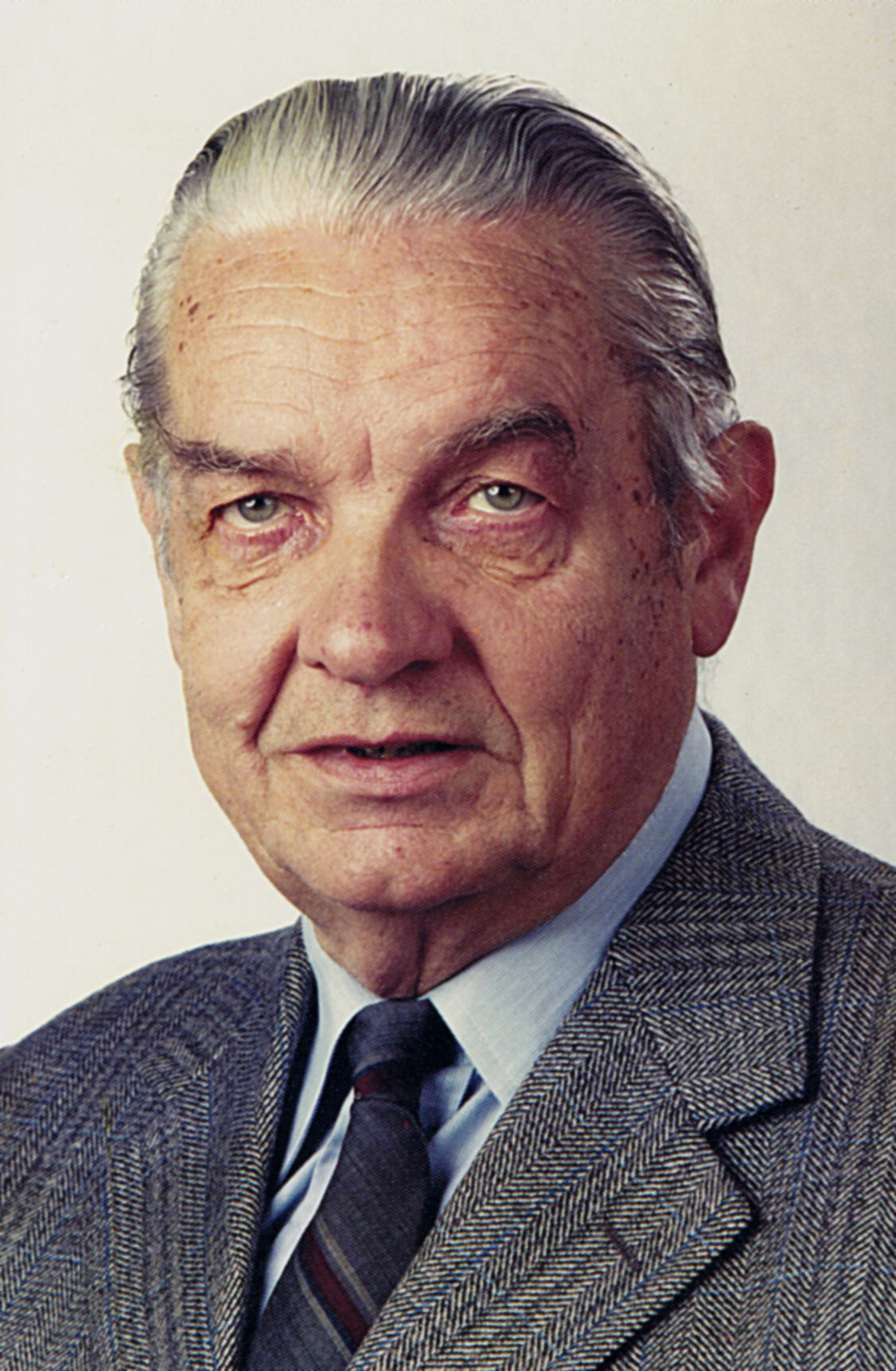
Porträt Friedrich Wilhelm Giebel

Giebel wurde in Lohme auf der vorpommerschen Insel Rügen geboren, aber schon im folgenden Jahr zog sein Vater, der Kaufmann Paul Giebel aus Schwerin, mit seiner Familie zurück in seine mecklenburgische Heimat – nach Doberan (ab 1921: Bad Doberan), wo dieser ein Eisen- und Haushaltswarengeschäft in der Severinstr./Ecke Mollistr. (jetzt Fa. Rossmann) eröffnete. Dort besuchte der Junge zunächst die Bürgerschule und wechselte Ostern 1918 auf das Friderico-Francisceum Gymnasium, das er mit der Reife für Obersekunda (Mittlere Reife) verließ. 1926/27 besuchte Giebel die Höhere Handelsschule in Rostock. Danach arbeitete er im Kontor der Rostocker Reederei Hugo Ferdinand. Wechselnde Tätigkeiten, auch eine kurze Arbeitslosigkeit, brachten die Jahre 1932/33. Ab Februar 1933 wirkte Giebel freiberuflich in Bad Doberan als Berichterstatter für den „Ostseeboten“, den „Rostocker Anzeiger“, das Deutsche Nachrichtenbüro und die „Mecklenburgische Zeitung“ in Schwerin. In dieser Zeit nannte er auch in seinen Zeitungsberichten, wenn er über die Bäderbahn Bad Doberan-Kühlungsborn berichtete, für diese ständig den Namen „der MOLLI“. Diesen Namen rief sein jüngster Bruder Erich ab Anfang der 1930er Jahre immer beim Herannahen des Zuges!
Ab 1935 betrieb Giebel auch eine vor-Ort-Betreuungsagentur für Urlauber in Kühlungsborn, Heiligendamm und Nienhagen.
Am 10. Juli 1936 heiratete er im Doberaner Münster die Hauswirtschaftsmeisterin Luise Seghorn (* 29. September 1912 in Carolinensiel; † 6. Dezember 2000 in Bremen), mit der er drei Söhne hatte.
Im Zweiten Weltkrieg diente Giebel fünf Jahre lang in der Nebelwerfertruppe.
Nach Kriegsende gründete Giebel in Bad Doberan ein Schreibbüro mit Inseratenaushang und wurde ehrenamtlicher Leiter der neu gegründeten Niederdeutschen Bühne Bad Doberan. Am 10. Januar 1949 verließ Giebel seine mecklenburgische Heimat und gelangte über Westberlin nach Bremen, wo er am Bremer Findorfftunnel einen Zeitschriftenladen eröffnete. Im Frühjahr 1951 wurde er einer der Mitbegründer der Landsmannschaft Mecklenburg auf Bundesebene.
Im September 1951 gründete Giebel die Zeitschrift Unser Mecklenburg mit dem Untertitel Heimatblatt für Mecklenburger und Vorpommern, der er im Dezember 1960 die Zeitschrift Unsere Altmark angliederte. Seine Informationen über das Geschehen in Mecklenburg und Vorpommern bezog Giebel, der Redaktion und Verlag als Ein-Mann-Betrieb führte, vorwiegend von Landsleuten und aus den Lokalzeitungen der drei Nordbezirke der DDR. Zu seinen Autoren gehörten auch zahlreiche im Westen lebende Buten-Mecklenburger, darunter Friedrich Griese, Walter Lehmbecker und Helmut de Voss. Von Unser Mecklenburg erschienen über mehr als drei Jahrzehnte insgesamt 451 Nummern, zunächst monatlich, später zweimonatlich. Giebel stellte das Erscheinen 1983 mit dem Heft Nr. 6 (November/Dezember) ein und schrieb seinen Lesern: „Alle Bemühungen, einen Verlag zu finden, der die redaktionelle Bearbeitung so fortsetzen würde, wie ich sie in 32 Jahren entwickelt und ausgebaut hatte, blieben ohne Erfolg“. Zum Geschäft Giebels gehörte auch eine Versandbuchhandlung, die er zunächst beibehielt.
Auf der Trauerfeier 1988 in Bremen-Oberneuland betonte Helmut de Voss in seiner Abschiedsrede auf Friedrich Wilhelm Giebel: „Dat Fritz Giebel uns all' mit sien Zeidung Unser Mecklenburg de Heimat äwer dörtig Johr in't Hus schickt hett, dat hett hei mit Verzicht up Doberan und Rostock, up Güstrow un Schwerin betahlt.“

### Ehrungen
Giebels Wirken für Mecklenburg und Vorpommern und seine Landsleute fand mehrfach Anerkennung. 1977 erhielt der Verleger und Buchhändler den Ehrenbrief der Fritz Reuter Gesellschaft. 1980 zeichnete ihn die Landsmannschaft Mecklenburg mit ihrem Mecklenburger Kulturpreis aus. Schon zuvor hatte er die Fritz-Reuter-Plakette erhalten.

## Nachlass
Sein Hauptnachlass befindet sich im Landeshauptarchiv Schwerin.
Weitere Nachlassteile befinden sich auch im Stadtarchiv Bad Doberan, im Doberaner Münster und auch bei der Fritz Reuter Gesellschaft. 